# موريا
 موريا  هي جزيرة عالية في بولينيزيا الفرنسية، وهي جزء من جزر المجتمع، وتقع على بعد 17 كيلومترا شمال غرب تاهيتي. موريا تعني «السحلية الصفراء» في اللغة التاهيتية.أوائل المستعمرين الغربيين وكذلك المسافرين كانوا يطلقون على موريا اسم  جزيرة نيويورك .

## النقل
هناك عدة عبارات تذهب إلى رصيف فايار في موريا يوميا من بابيتي، عاصمة تاهيتي. مطار تيماي في موريا متصل بالمطار الدولي في بابيتي وما بعده بجميع جزر المجتمع الأخرى.

## السياسة
الجزيرة إداريا هي جزء من فرنسا، كما جغرافياً تتبع جزر ويندوارد. القرية الرئيسية هي أفارييايتاو .

## السياحة
لما لها من المناظر الخلابة بالإضافة إلى سهولة الوصول إليها من بابيت فإن موريا يتم زيارتها من العديد من السياح الغربيين الذين يسافرون إلى بولينيزيا الفرنسية. ولها شعبية خاصة بوصفها مقصد شهر العسل، موريا يمكن أن تشاهد كثيرا في إعلانات مجلات الرفاف الأمريكية.

## الوصف
من فوق، تبدو موريا على شكل جزيرة غامضة تشبه القلب، مع اثنين من الخلجان المتماثلة تقريبا في الانفتاح على الجانب الشمالي من الجزيرة واللذان هما خليج كوك وخليج اوبونوهو. 
الجزيرة تم تشكيلها بواسطة بركان منذ 1.5 إلى 2.5 مليون سنة مضت، وكانت نتيجة للسخونة الجيولوجية في عباءة تحت الصفيحة المحيطية التي شكلت مجمل أرخبيل جزر المجتمع. 

## التاريخ
تشارلز داروين استلهم لنظريته بشأن تشكيل الجزر المرجانية عند النظر إلى أسفل عبر الوقوف على الذروة في تاهيتي ومشاهدة موريا. وصفها بأنها صورة «في إطار»، مشيرا إلى الحاجز المرجاني الذي يطوق الجزيرة.الجزيرة كان من بين الجزر التي زارتها بعثة الولايات المتحدة لاستكشاف القطب عن جولة قاموا بها في جنوب المحيط الهادئ في 1839.

## الوصلات الخارجية
- الموقع الرسمي لسياحة تاهيتي)
- مكتب زوار موريا
- معلومات السفر لموريا
- خريطة موريا
- روابط مباشرة عن موريا
- معرض صور موريا
- الحيد المرجاني لموريا في بحث علمي
- صور لموريا